# أليكسا ميلوجيفيتش
أليكسا ميلوجيفيتش (بالصربية السيريلية: Алекса Милојевић)‏ هو لاعب كرة قدم صربي، ولد في 8 يناير 2000 في ياغودينا في صربيا. لعب مع نادي ياغودينا.

## وصلات خارجية
- أليكسا ميلوجيفيتش على موقع الاتحاد الأوربي (الإنجليزية)
- أليكسا ميلوجيفيتش على موقع قاعدة بيانات كرة القدم.إي يو (الإنجليزية)
- أليكسا ميلوجيفيتش على موقع بيانات كرة القدم. دي إي (الألمانية)
- أليكسا ميلوجيفيتش على موقع Soccerbase.com (لاعب) (الإنجليزية)
- أليكسا ميلوجيفيتش على موقع Soccerway.com (الإنجليزية)
- أليكسا ميلوجيفيتش على موقع عالم كرة القدم.نت (الإنجليزية)